# Fidelity (Regina Spektor)
Fidelity is een lied van Regina Spektor. De single is afkomstig van het album Begin To Hope en kwam in 2006 uit.
De single is tot op heden haar populairste nummer. Ondanks het feit dat het lied in september uitkwam, en de populaire videoclip zelfs eerder, kwam het pas in december op de hitlijsten.

## Videoclip
In de video is Regina Spektor te zien in zwarte en witte kleren in een abstracte omgeving, waar zij alleen haar thee opdrinkt. Wanneer de video verdergaat komt er een nieuw karakter in de film voor: een etalagepop zonder hoofd met een gestreepte trui. deze verandert op een gegeven moment in een man. De clip sluit met een scène waarin Regina Spektor en deze man elkaar en de ruimte met gekleurde stof ondergooien.

## Trivia
- De televisieshow Veronica Mars gebruikte de song in episode 3x03 Withchita Linebacker.
- Het gerucht gaat dat Regina Spektor het lied geschreven heeft naar aanleiding van de film High Fidelity. Ze zou de film stop hebben gezet en zou Fidelity zijn gaan schrijven. Hierna keek ze verder naar de film.